# General Motors Building (New York)

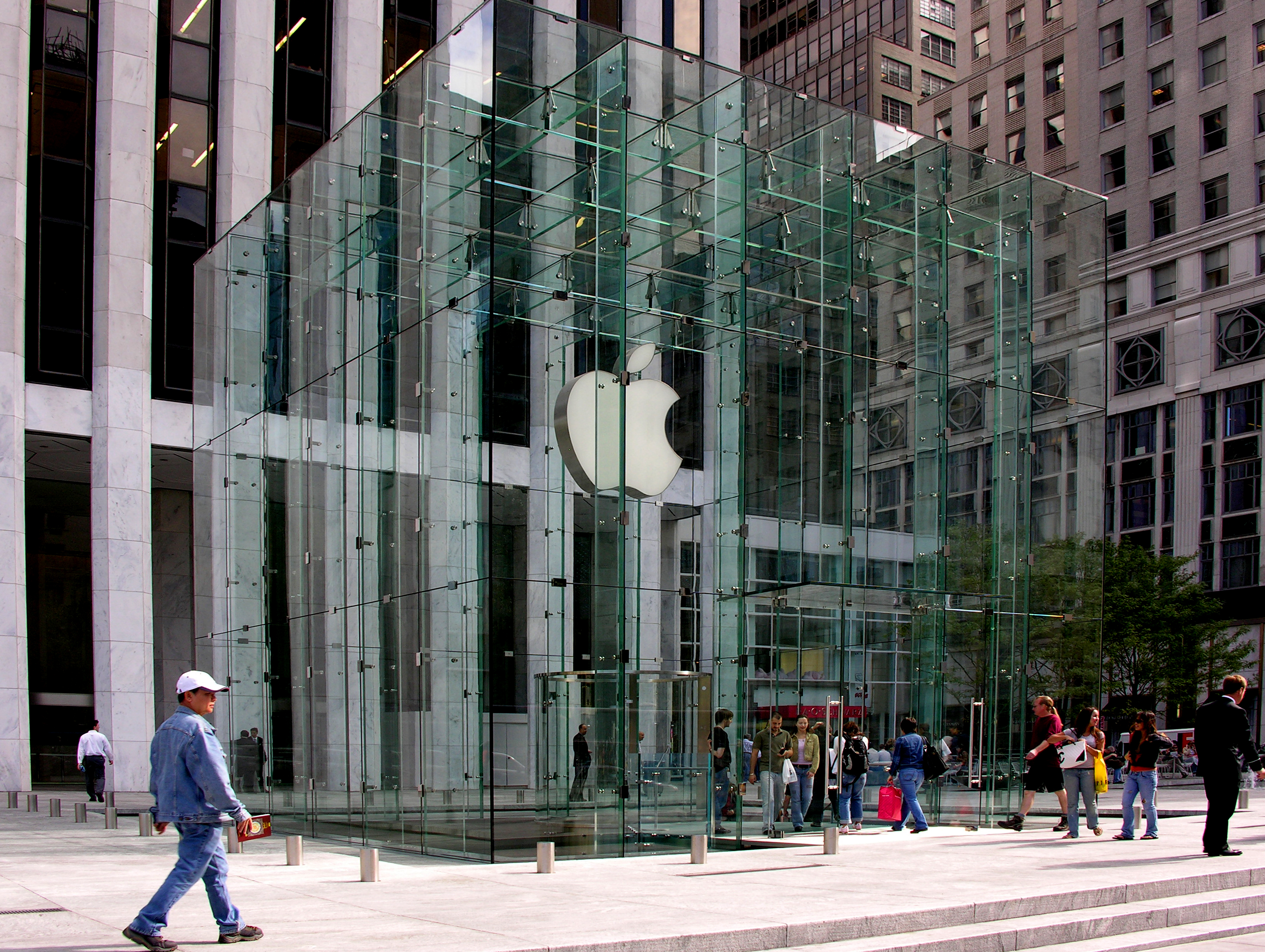
Apple Store di vetro

Il General Motors Building è un grattacielo situato nella Quinta Strada Vicino Central Park.
È stato costruito tra il 1964 e il 1968 e raggiunge un'altezza di 215 m. Il nome deriva da uno Showroom automobilistico della General Motors presente a piano terra, in seguito sostituito fino al 2015 da un negozio di punta della FAO Schwarz. Alla base del grattacielo è presente anche un Apple Store a forma di cubo di vetro paragonato alla Piramide del Louvre.
All'interno dell'edificio è inoltre presente il quartier generale dello studio legale internazionale Weil, Gotshal & Manges.